# 鷲神社 (足立区)
鷲神社（わしじんじゃ）は東京都足立区島根にある神社。地名を冠して島根鷲神社（しまねわしじんじゃ）とも称される。

## 概要
創建年代は不明であるが、1318年（文保2年）の中興といわれている。島根村の鎮守であった。
祭りに奉納される「島根ばやし」「島根神代神楽」は、古来より伝承されているもので、両方とも足立区の無形民俗文化財に登録されている。
境内には、江戸幕府8代将軍徳川吉宗が座ったという「将軍石」や富士塚が残されている。

## 文化財
鷲神社鳥居(享和二年在銘) 一基足立区登録有形文化財（建造物）
島根ばやし連中足立区登録無形民俗文化財（民俗芸能）
島根神代神楽足立区登録無形民俗文化財（民俗芸能）

## 交通アクセス
- 梅島駅・竹ノ塚駅・西新井駅より徒歩15分。